# 三浦里佳子
三浦 里佳子（みうら りかこ、女性、1989年10月13日 - ）は、日本の水球選手。ポジションはGK。水球日本代表（ポセイドン・ジャパン）副将。
山形県山形市出身。実兄の影響で小学4年から水球を始める。水泳の経験がなく、最初は厭々であったという。山形県立山形工業高等学校卒業後、体育教師を目指して日本体育大学に進学。在学中の2008年5月に日本代表に初選出された。同学卒業後は白鵬女子高等学校に体育教師として奉職、水球部顧問とクラス担任をも務める。自らは日体クラブに所属して高校のプールやスポーツクラブで練習を重ねた。2013年7月に行われたユニバーシアードカザン大会に出場経験を持つ。
2014年9月に開催されたアジア競技大会で、チームの守護神として銀メダル獲得に貢献した。次なる目標は日本代表初となる「オリンピック出場」と語る。
2015年7月から8月にかけてカザンで開催された世界水泳選手権に出場したが、15位となった。翌2016年3月に開催されたリオデジャネイロオリンピック世界最終予選に出場したが、予選リーグを突破できず夢のオリンピック出場はならなかった。